# Малые Лызи
Малые Лызи  (тат. Кече Лоҗы) — село в Балтасинском районе Татарстана. Административный центр Малолызинского сельского поселения.

## География
Находится в северо-западной части Татарстана на расстоянии приблизительно 2 км на запад по прямой от районного центра поселка Балтаси.

## История
Известно с 1710—1711 годов. Упоминалось также как Сергеевка. Русские появились в конце XVIII века (из деревень Топкино и Алан Биксер). В 1878 году была построена церковь (не сохранилась). В 2006 году построена новая Казанско-Богородицкая церковь.

## Население
Постоянных жителей было: в 1785 году — 235 душ мужского пола, в 1859—520, в 1897—291, в 1908—318, в 1920—339, в 1926—363, в 1938—380, в 1949—242, в 1958—224, в 1970—271, в 1979—286, в 1989 — 326, в 2002 году 397 (удмурты 60 %, русские 23 %), в 2010 году 409.